# لوئیس ریس (بازیکن فوتبال، زاده ۱۹۱۱)
لوئیس ریس (اسپانیایی: Luis Reyes‎؛ زادهٔ ۵ ژوئن ۱۹۱۱ - درگذشته نامشخص) بازیکن فوتبال اهل بولیوی بود.
وی همچنین در تیم ملی فوتبال بولیوی بازی کرده‌است.